# Archibald Montgomerie, XI conte di Eglinton
Archibald Montgomerie, XI conte di Eglinton (18 maggio 1726 – 30 ottobre 1796), è stato un nobile, militare e politico scozzese.
Capo Clan del Clan Montgomery, Archibald combatté nella Guerra dei Sette anni dove prestò servizio al fianco di George Washington. Fu patrono del poeta scozzese Robert Burns.

## Biografia

### Infanzia ed educazione
Archibald Montgomerie nacque il 18 maggio 1726, figlio di Alexander Montgomerie, IX conte di Eglinton e della sua terza moglie, Susanna Kennedy. Montgomerie venne educato ad Eton durante gli anni della sua giovinezza, per poi passare al Winchester College.

### Carriera militare

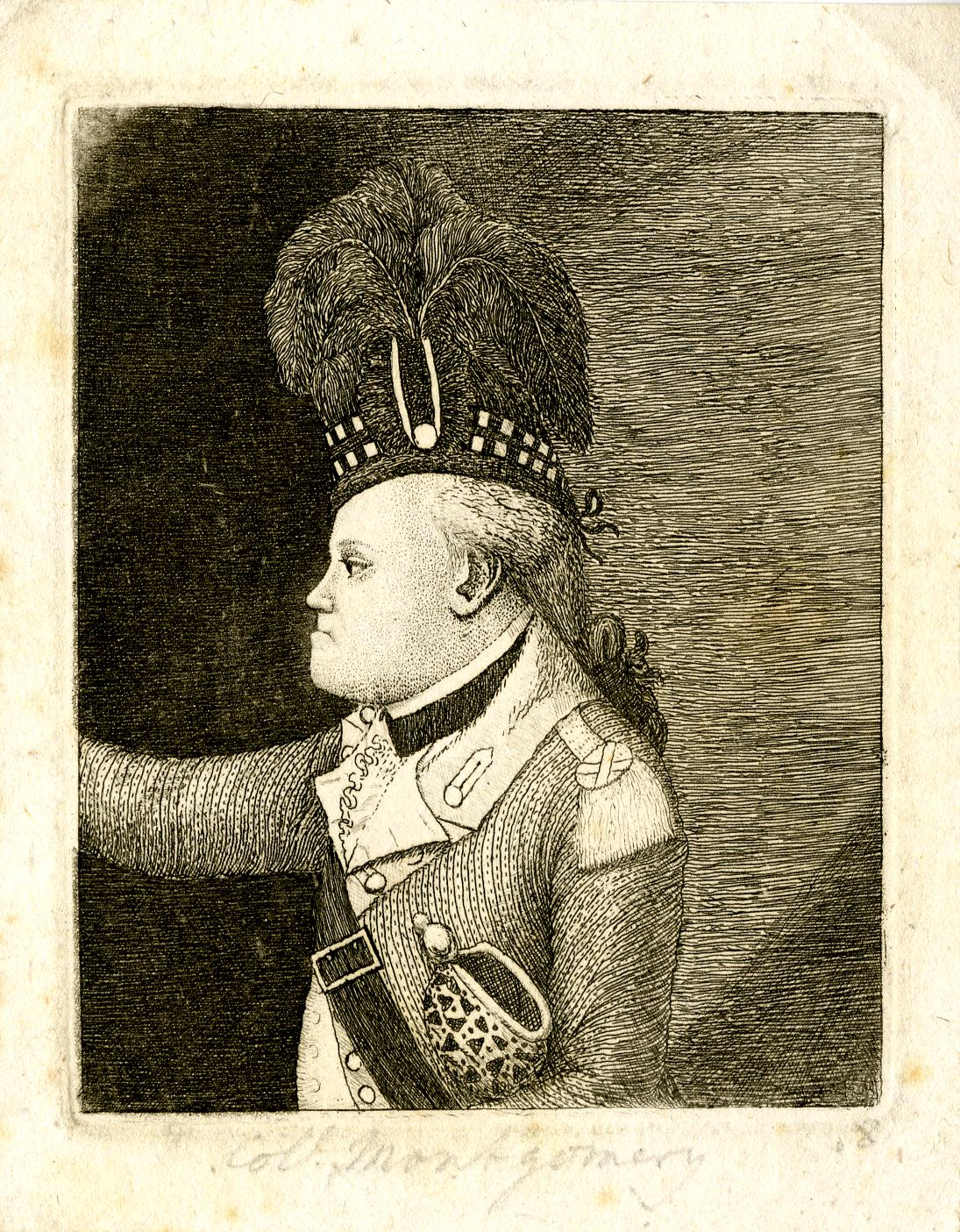
Archibald Montgomerie in uniforme da colonnello in una stampa d'epoca

All'età di 13 anni, Montgomerie entrò nell'esercito britannico. Dopo essere entrato nell'esercito, Montgomerie ricevette una commissione come cornetta dal 1739 al 1740. Ricevette quindi la medesima commissione negli Scots Greys. Allo scoppio della Guerra dei Sette anni, Montgomerie costituì i Montgomerie's Highlanders. Eletto tenente colonnello del suo reggimento dal 4 gennaio 1757. con questo si portò presso le Colonie americane nel 1757. Montgomerie venne posto sotto il comando del generale Jeffery Amherst. Archibald Montgomerie ed il suo reggimento combatterono con George Washington, e Henry Bouquet nella spedizione contro Fort Duquesne, nel 1758. Nel 1760, egli comandò una spedizione contro i Cherokee durante la Guerra anglo-cherokee. La spedizione di Montgomerie, che includeva 1.200 uomini, si dimostrò efficace nella sua missione. Montgomerie distrusse diversi villaggi cherokee tra cui Estatoe. Egli sconfisse i cherokee nel 1760, nella Battaglia di Etchocy, e nuovamente li sconfisse nel 1761 con la Battaglia di War-Woman's Creek.
Tra il 1767 ed il 1795, Montgomerie divenne colonnello del 51st Regiment of Foot. Durante il suo servizio col 51st, Montgomerie combatté nelle Guerre rivoluzionarie francesi ed ascese nei ranghi giungendo alla nomina a maggiore generale nel 1772. Egli venne nominato Vice Ammiraglio di Irvine nel 1777, con la direzione del Porto di Irvine, di Kelly Bridge e di Troon Point. Egli divenne poi tenente generale nel 1777. Nel 1793, Montgomerie divenne a tutti gli effetti generale e dal 1795 al 1796 fu colonnello dei Royal Scots Greys (2nd Dragoons).

### Carriera politica e successione paterna
Montgomerie concorse per la posizione di parlamentare alla Camera dei Comuni nel 1761 e si ritrovò eletto in due seggi e pertanto egli scelse di rinunciare alla circoscrizione di Wigtown Burghs per sedere invece nell'Ayrshire. Servì nella Camera dei Comuni dal 1761 al 1768. Montgomerie si schierò col partito Whig e nel 1761 divenne scudiero della regina Carlotta. Venne nominato Governatore del Castello di Dumbarton nel 1764 e divenne Ranger del St. James's Park e di Hyde Park dal 1766.
Il 24 ottobre 1769, il fratello di Montgomerie, Alexander Montgomerie, X conte di Eglinton venne colpito da Mungo Campbell a seguito di una disputa sul fatto se Campbell potesse o no portare armi sui terreni del X Conte di Eglinton. Il X conte morì il 25 ottobre 1769 e suo fratello minore, Archibald, ereditò la contea di famiglia.

### Ultimi anni e morte
Egli fu Gran Maestro della Loggia massonica di Mother Kilwinning dal 1771 al 1796. Venne eletto come uno dei sedici pari scozzesi nel 1776. Venne rieletto nel 1780, 1784 e 1790. Montgomerie venne nominato Governatore del Castello di Edimburgo nel 1782. Prestò servizio come Lord Luogotenente dell'Ayrshire, tra il 1794 ed il 1796. Montgomerie fu inoltre patrono del poeta scozzese Robert Burns. Burns e Montgomerie si mantennero in contatto sino all'ultimo giorno di vita del conte, il 30 ottobre 1796 quando Montgomerie spirò al Castello di Eglinton.
Dopo la sua morte, la contea di famiglia passò al suo cugino di terzo grado, Hugh Montgomerie, XII conte di Eglinton. Malgrado il titolo dovesse necessariamente essere trasmesso per via maschile, la maggior parte delle ricchezze di Archibald Montgomerie passarono a sua figlia Mary. Il figlio di Mary, Archibald, diverrà a sua volta Conte di Eglinton alla morte del XII Conte. Ancora oggi al Castello di Windsor si trova un ritratto di Montgomerie che venne donato alla famiglia da re Guglielmo IV, ma Archibald Montgomerie, XIII conte di Eglinton declinò l'offerta, preferendo che venisse conservato presso una delle residenze reali come grande tributo di suo nonno al Regno Unito.

## Matrimoni e figli

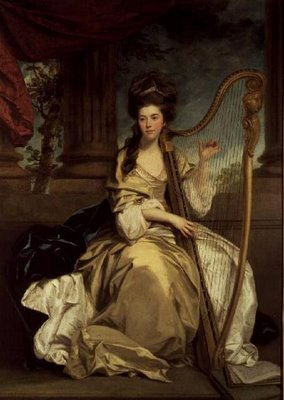
La prima moglie di Montgomerie, lady Jean (Jane) Lindsay.

Montgomerie si sposò due volte durante la sua vita. La prima volta egli si sposò con lady Jean (Jane) Lindsay. Questa era figlia di George Lindsay, XXI conte di Crawford e di lady Jean Hamilton. La coppia si sposò il 30 marzo 1772. Jean morì nel 1778 senza eredi e Montgomerie si sposò una seconda volta, con Frances Twysden. Questa era figlia di Sir William Twysden, VI baronetto e di Mary Jervis. La coppia si sposò il 9 agosto 1783 e divorziò il 6 febbraio 1788 per via di una storia d'amore di Frances con Duglas Hamilton, VIII duca di Hamilton, col quale addirittura ebbe forse una figlia.
Archibald e Frances ebbero due figli:
1. Lady Mary Montgomerie (5 marzo 1787 - 12 giugno 1848), sposò lord Hugh Montgomerie. Il loro figlio, Archibald Montgomerie, XIII conte di Eglinton, erediterà poi la contea del nonno.[21]
2. Lady Susanna Montgomerie (26 maggio 1788 - 16 novembre 1805), morì nubile. Il suo vero padre può darsi sia stato Douglas Hamilton, VIII duca di Hamilton.[2][14][21]